# INTEGRA – Deutsches Netzwerk zur Überwindung weiblicher Genitalverstümmelung
Integra – Deutsches Netzwerk zur Überwindung weiblicher Genitalverstümmelung ist ein Zusammenschluss von Organisationen, die in der Entwicklungszusammenarbeit tätig sind. Zielsetzung ist die „Bekämpfung“ der weiblichen Genitalverstümmelung  (engl. Female genital mutilation – FGM). Der Sitz des Netzwerkes ist Frankfurt am Main.

## Entstehung und Schirmherrschaft
Das Netzwerk entstand 2000 auf Initiative der Deutschen Gesellschaft für Technische Zusammenarbeit, seit 2005 unter dem Namen Integra. Schirmherren des Bündnisses waren die früheren Bundespräsidenten Joachim Gauck, Horst Köhler und Christian Wulff.

## Zielsetzung und Arbeitsbereiche
Durch den Zusammenschluss in einem Netzwerk wollen die einzelnen Organisationen nach eigenen Aussagen Synergieeffekte nutzen, um die Praxis der Genitalverstümmelung effizienter zu bekämpfen. Zur Arbeit im Bündnis gehört unter anderem der Austausch über unterschiedliche Ansätze zur Bekämpfung von FGM sowie der Austausch über Praxiserfahrungen und vorbildhafte Aktivitäten („Good Practices“). Zu den Schwerpunkten der Arbeit im Bereich FGM-„Bekämpfung“ zählen bei den Mitgliedsorganisationen unter anderem:
- Sensibilisierung und Aufklärung über die Folgen von FGM
- Maßnahmen zur Veränderung von Einstellungen und Verhalten hinsichtlich dieser Praktik
- Unterstützung von lokalen Initiativen und Stärkung von privaten und staatlichen Organisationen, die sich gegen FGM engagieren
- Lobbyarbeit im In- und Ausland zur Überwindung von FGM
- Psychosoziale, psychologische, medizinische und juristische Betreuung von gefährdeten oder betroffenen Mädchen und Frauen

Nachdem ein Großteil der Integra-Mitgliedsorganisationen, z. B. UNICEF, Plan International, die GTZ und Terre des Femmes im Herbst 2007 mit einer Petition u. a. von Waris Dirie zur Einhaltung der Bamako-Deklaration des Inter African Committee on Traditional Practices (IAC) aufgefordert worden waren, erarbeitete das Netzwerk 2008 einen Vorschlag zum gemeinsamen Umgang mit der Terminologie „Genitalverstümmelung“, bzw. „Beschneidung“.

## Mitglieder
In den Leitlinien der Integra ist festgelegt, dass alle demokratischen Organisationen, die aktiv zur Überwindung von weiblicher Genitalverstümmelung beitragen, Mitglieder sein können; Einzelpersonen können Gastmitglieder sein. Derzeit (Stand 5/2019) gibt es 31 Beteiligte am Netzwerk:
- Ärztliche Gesellschaft zur Gesundheitsförderung e. V. (ÄGGF), Verein von Ärztinnen und Ärzten, der in Schulen gesundheitliche Präventions- und Aufklärungsarbeit leistet.
- ADRA Deutschland e. V. (Adventist Development and Relief Agency), internationale kirchliche Hilfsorganisation zur Entwicklungszusammenarbeit und Katastrophenhilfe.
- Agisra e. V. (Arbeitsgemeinschaft gegen internationale sexuelle und rassistische Ausbeutung), feministische Informations- und Beratungsstelle für Migrantinnen und geflüchtete Frauen.[7]
- Aktion Weißes Friedensband e. V., Verein zur Bildungsarbeit, Organisator des Runden Tischs NRW gegen Beschneidung von Mädchen.[8]
- Amnesty International Deutschland e. V., internationale Menschenrechtsorganisation.
- Balance – Familienplanungszentrum Berlin e. V., Verein für Sexualpädagogik, Familienplanung und Frauengesundheit.[9]
- AG FIDE e. V. (Frauengesundheit in der Entwicklungszusammenarbeit), Zusammenschluss von Ärzten und Ärztinnen mit beruflicher Erfahrung zu Gynäkologie und Geburtshilfe unter einfachen Bedingungen.[10]
- Benkadi e. V., Verein zur Förderung des afrikanischen kulturellen Erbes in Deutschland.[11]
- Center for Profs des Fulda-Mosocho-Projekts (LebKom e. V.), Forschungsinstitut zur Verwirklichung der Gleichberechtigung von Mann und Frau und zur Umsetzung der Menschenrechte für Frauen.[12]
- Deutsche Gesellschaft für Internationale Zusammenarbeit, staatliche Entwicklungszusammenarbeitsorganisation der Bundesrepublik Deutschland, Mitgliedschaft mit Beraterstatus ohne Stimmrecht.[13]
- Deutscher Frauenring e. V., Verband von Frauenvereinen, der die Interessen von Frauen in allen Bereichen des öffentlichen Lebens vertritt.
- Frauenrecht ist Menschenrecht e. V. (FIM), interkulturelles Beratungszentrum für Migrantinnen und ihre Familien in Frankfurt am Main, Koordinierungsstelle für die Opferschutzarbeit gegen Menschenhandel in Hessen.[14]
- FORWARD-Germany e. V. (Foundation for Women’s Health, Research and Development), Verein zur Aufklärung über und Bekämpfung von weiblicher Genitalverstümmelung.[15]
- Hammer Forum e. V., Hilfsorganisation, die weltweit medizinische Hilfe für Kinder in Krisengebieten leistet
- (I)NTACT Mädchenhilfe e. V. (Internationale Aktion gegen die Beschneidung von Mädchen und Frauen), international tätige Organisation zur Information über und zum Kampf gegen die erzwungene Beschneidung von Mädchen und Frauen.[16]
- KfW Entwicklungsbank, Institut zur Entwicklungszusammenarbeit der Kreditanstalt für Wiederaufbau, Mitgliedschaft mit Beraterstatus ohne Stimmrecht.[17]
- LebKom e. V. (Lebendige Kommunikation mit Frauen in ihren Kulturen), Trägerverein des Fulda-Mosocho-Projekts zur nachhaltigen Beendigung der Weiblichen Genitalverstümmelung.[18]
- Lessan e. V., Verein zur Förderung interkultureller Begegnung in Hamburg und zur Aufklärungsarbeit zu weiblicher Genitalverstümmelung.[19]
- Maisha e. V., Selbsthilfeorganisation afrikanischer Frauen in Frankfurt am Main.[20]
- Mama Afrika e. V., Verein zur Förderung afrikanischer Kultur in Deutschland, der durch Informations- und Aufklärungsprojekte die Genitalverstümmelung in Guinea bekämpft.[21]
- Materra (Stiftung Frau und Gesundheit e. V.), Verein zur Unterstützung von Frauen und Kindern in Entwicklungsländern, in Krisengebieten und in medizinisch unterversorgten Gebieten durch die Förderung von Frauengesundheitsprojekten.[22]
- MigraZentrum e. V., zentrale Anlauf- und Informationsstelle in Freiburg für Frauen zum Thema Genitalverstümmelung.[23]
- Misereor, Hilfswerk der katholischen Kirche Deutschland
- NALA e. V., Verein in Frankfurt am Main zur Hilfe für von Genitalverstümmelung betroffene Mädchen und Frauen und zur Aufklärung im Kampf gegen weibliche Genitalverstümmelung.[24]
- Netzwerk Rafael e. V., Verein, der Spenden sammelt zugunsten von einheimischen Organisationen gegen die weibliche Genitalverstümmelung in Tansania.[25]
- Plan International Deutschland e. V., Kinderhilfsorganisation zur Finanzierung kindorientierter Selbsthilfeprojekte, insbesondere über Patenschaften, im Rahmen von Entwicklungszusammenarbeit.
- SAIDA International e. V., Verein für den Schutz von Mädchen und Frauen vor Genitalverstümmelung – sowohl in den Herkunftsländern als auch in Deutschland.
- stop mutilation e. V., Verein zur Hilfe für von Genitalverstümmelung betroffene Frauen und zum Schutz von Mädchen vor Verstümmelung und zur Aufklärungs- und Öffentlichkeitsarbeit.[26]
- Terre des Femmes e. V., feministische Menschenrechtsorganisation für Frauen und Mädchen.
- Deutsches Komitee für UNICEF e. V., Kinderhilfswerk der Vereinten Nationen.
- UN Women Nationales Komitee Deutschland e. V., Verein zur Förderung der Gleichberechtigung von Männern  und Frauen und zur Vernetzung globaler und nationaler Gleichstellungsthemen, von UN Women anerkannte Interessenvertretung der Organisation in Deutschland.[27]
- World Vision Deutschland, christliches Kinderhilfswerk